# Асрян, Артуш Мовсесович
Артуш Мовсесович Асрян (род. 23 мая 1988) — российский самбист, воспитанник карельской школы самбо, призёр чемпионатов России и Европы по боевому самбо, мастер спорта России. Обладатель Кубка России 2017 и Кубка Мира 2018 года. Боец смешанных единоборств.

## Спортивные достижения
- Чемпионат России по боевому самбо 2009 года — ;
- Чемпионат России по боевому самбо 2012 года — ;
- Чемпионат России по боевому самбо 2013 года — ;
- Чемпионат России по боевому самбо 2016 года — ;
- Кубок России по боевому самбо 2017 года — ;